# 鄭知道了
《鄭知道了》是臺灣三立電視的政論談話性節目，採錄影播出，2018年1月22日開播至2024年3月15日。主持人為鄭弘儀，週五主持人為呂惠敏，是繼2012年三立新聞台《大話新聞》停播後，時隔六年推出的政論節目。2024年2月19日起，由李正皓固定代班，2024年3月15日播出最後一集，3月18日起改播李正皓主持的新政論節目《新台派上線》。

## 歴任主持人

### 週一至週四
- 鄭弘儀，媒體工作者、節目主持人、記者，主持寶島聯播網《寶島全世界》、JET綜合台《新聞挖挖哇》。這是繼2012年《大話新聞》停播後，再度回到三立。（2018年1月22日至5月主持平日版，之後調整為週一至週四主持），由於身體檢查出冠狀動脈硬化導致要暫別本節目鄭知道了，於2023年3月16日請辭，由鍾年晃接力主持週一及呂惠敏主持週二至週四。2023年12月4日~2024年1月13日回歸主持。2024年1月15日，再度請假。

### 週五
- 呂惠敏：三立新聞台 《驚爆新聞線》主持人（2018年6月－2024年3月1日，固定主持週五時段）

## 曾任主持人

### 假日
- 許貴雅：三立新聞台《新台灣加油》主持人。（2018年6月－2022年4月15日，固定主持週末時段）

- 王顯瑜：三立新聞台主播。（2020年7月，加入主持週末時段與許貴雅搭檔）。

- 姚惠珍，媒體工作者。（2022年5月7日－2022年9月11日，固定主持週末時段）

## 代班主持人
- 黃倩萍：三立iNEWS主播、主持人
- 王偊菁：三立新聞台《前進新台灣》主持人
- 鍾年晃：資深媒體人
- 陳東豪：資深媒體人
- 姚惠珍：財經專家、媒體工作者
- 李正皓（代班期間2024年2月19日～2024年3月15日）媒體工作者、節目主持人、政治評論員，網路節目政治讀心術、皓事之徒節目主持人、三立新聞網94要客訴代班主持人。

## 節目開場白
- 鄭弘儀：大家好，大家晚安，我是鄭弘儀，歡迎收看今天的鄭知道了。
- 呂惠敏：晚安你好，晚安大家好，歡迎收看今天的鄭知道了，我是阿敏。

## 常態節目來賓
- 王定宇：

民主進步黨籍立法委員。
- 范世平：

國立臺灣師範大學政治學研究所教授。（固定來賓）
- 王時齊：

資深媒體人。
- 黃光芹：

資深媒體人。
- 黃創夏：

資深媒體人。
- 何博文：

民主進步黨籍新北市議會議員。
- 陳東豪：

資深媒體人。
- 劉櫂豪：

民主進步黨籍立法委員，黨政策執行長。
- 鍾年晃：

資深媒體人。
- 王瑞德：

資深媒體人。
- 黃子哲：

中國國民黨中央委員會文化傳播委員會副主任委員。
- 葉元之：

中國國民黨籍新北市議員。
- 李正皓：

時事評論員。
- 黃敬平：

中國國民黨籍桃園市議員。
- 凌濤：

中國國民黨籍桃園市議員。

## 節目大事記
- 2018年1月22日，節目開播。
- 2018年5月5日，加開周末時段，時間為晚上十點至十二點，週末主持人為鄭弘儀。
- 2018年5月12日，正式加開周末時段，時間為晚上九點至十一點，並將節目名稱訂為「鄭知道了周末版」。
- 2018年11月17日至11月24日，因應2018年九合一大選，節目型態改為LIVE播出。
- 2019年8月12日，因應《54新觀點》停播，節目第二小時於三立新聞台同步播出。
- 2019年9月30日起，節目正式於三立新聞台、三立iNEWS台同步播出。
- 2019年11月2日至2020年1月19日，因應2020年總統大選，鄭知道了週末版暫停製作，以新聞台《前進新台灣周末出擊》的節目內容重製、播出。
- 2020年11月23日起，因三立iNEWS週一至週五20:55-22:55播出《攔捷新聞》，三立iNEWS《鄭知道了》改為週一至週五22:55-01:00，晚三立新聞台一小時播出。
- 2022年9月11日《鄭知道了》週末版停播，改為新聞台《3Q新台灣》的節目內容播出。
- 2023年6月14日三立iNEWS週一至週五22:55-01:00《鄭知道了》停播。

## 節目設置
- 討論內容包含財經、政治、國際等全方位話題，並邀請相關來賓進行討論；節目有時會邀請「頭條人物」，由主持人進行專訪[1]。
- 節目初期曾設置「鄭眼看新聞」單元，邀請當前網路紅人「視網膜」，以政治性諷刺的方式解說時事新聞。
- 節目初期曾設置「正在LINE」單元，由主持人鄭弘儀，介紹網路時下，當紅的趣味性影片。

## 爭議

### 自製發票道具事件
2018年3月21日，主持鄭弘儀公布一個500萬的小吃店免用統一發票單據，與在場來賓討論臺北市市長柯文哲在2014年選舉時的選舉經費是否有核銷不實的情況。
在當天的節目中，名嘴姚立明爆料此事後，主持人鄭弘儀則拿出了一張自製發票道具，除了蓋有「小肥小吃部」店章的收據，還在品名與總額等欄目自行填寫「文宣」、「500萬元」等字樣。而鄭弘儀在拿出發票一分半鐘後，就坦言上頭「文宣我寫的」、「金額也是我開的」。
事情一出，立刻在PTT引發討論，有網友大罵「這種材料都敢拿出來 ，名嘴被瞧不起也是剛好而已」、亦有網友質疑節目變造小吃店收據，算不算偽造文書？同時，也有網友打電話到國稅局檢舉收據上的「小肥小吃店」逃漏稅，最後國稅局也證實「檢舉有效、會予以關心」。
隔日，主持鄭弘儀特別在節目中向小吃店致歉：「在這邊跟小吃店道個歉。」

## 外部連結
- 鄭知道了的Facebook專頁
- YouTube上的鄭知道了頻道

| 三立iNEWS 週一至週五 22:00-00:00 | 三立iNEWS 週一至週五 22:00-00:00                 | 三立iNEWS 週一至週五 22:00-00:00          |
| --- | ------------------------------------------------ | ----------------------------------------- |
| | 鄭知道了 （2018年1月22日-2018年9月27日）         |                                           |
| iNEWS夜報 | —                                                |                                           |
| 週一至週五 21:55 - 24:00 |                                                  |                                           |
| — | 鄭知道了 （2019年9月30日－2020年11月20日）       | 攔捷新聞 （2020年11月23日-2021年4月30日） |
| 週一至週五 22:55-01:00 |                                                  |                                           |
| — | 鄭知道了 （2020年11月23日-2023年6月13日）        | iNEWS財經夜視界 （2023年6月14日-至今）    |
| 週六至週日 21:00-23:00 |                                                  |                                           |
| 週六：iStar全球新勢力 週日：新聞深一度 （21:00-22:00） （待查 - 2018年5月5日） 週六：台灣亮起來 週日：360大世界 （22:00-23:00） （待查 - 2018年5月6日） | 鄭知道了周末版 （2018年5月12日 - 2022年9月11日） | 3Q新台灣 （2022年9月17日-2023年6月10日）  |

| 臺灣 三立新聞台 週一至週五 22:50 - 24:00        | 臺灣 三立新聞台 週一至週五 22:50 - 24:00  | 臺灣 三立新聞台 週一至週五 22:50 - 24:00 |
| ----------------------------------------------- | ----------------------------------------- | ---------------------------------------- |
|                                                 | 鄭知道了 （2019年8月12日－2019年9月27日） |                                          |
| 54新觀點 （2013年2月18日－2019年8月9日）        | —                                         |                                          |
| 週一至週五 21:55 - 24:00                        |                                           |                                          |
| 新台灣加油 2200 （2018年9月3日－2019年9月27日） | 鄭知道了 （2019年9月30日－2024年3月15日） | 新台派上線（2024年3月18日－）            |